# アレクサンドル・タタリノフ
アレクサンドル・タタリノフ（Александр Татаринов、1950年10月25日 -）は、ロシア連邦の軍人。ロシア海軍総司令官第一代理。海軍大将。

## 概要
1972年、P.S.ナヒモフ名称黒海高等海軍学校を卒業。
1972年から1973年まで、バルト艦隊後方部機雷・魚雷武器・兵装基地研究室長。1973年、高射砲中隊長、1976年、大型対潜艦「スラーヴヌイ」砲術戦闘班長。1977年から1979年まで、警備艦「ボードルイ」先任副艦長、後に警備艦「ネウクロチームイ」先任副艦長。
1980年、高等将校課程修了後、大型対潜艦「オブラスツォーヴイ」艦長に任命。1988年、M.G.クトゥーゾフ名称海軍アカデミーを卒業。同年、バルト艦隊対潜艦旅団参謀長に任命。
1990年、バルト海軍基地参謀長/第一副司令。1996年4月、バルト海軍基地司令に任命。1997年9月22日から、黒海艦隊参謀長。
2005年2月15日、連邦大統領令第152号及び連邦国防相令第137号により黒海艦隊司令官に任命。
2005年12月12日、連邦大統領令第1431号及び連邦国防相令第533号により、海軍大将へ昇進。
2007年7月17日、アレクサンドル・クレツェコフ中将と交代して黒海艦隊司令官を退任し、ロシア海軍総司令官第一代理に就任した。
3等「軍における祖国への奉仕に対する」勲章、「武勲に対する」勲章を授与されている。

## パーソナル
チタ州出身。妻帯、1男1女を有する。